# كاليب ر. لايتون
كاليب ر. لايتون هو سياسي أمريكي، ولد في 8 سبتمبر 1851 في فرانكفورد في الولايات المتحدة، وتوفي في 11 نوفمبر 1930 في جورجتاون في الولايات المتحدة. نشط حزبياً في الحزب الجمهوري. وقد انتخب Secretary of State of Delaware ‏ وانتخب عضو مجلس النواب الأمريكي ‏.